# برادران کارامازوف (فیلم ۲۰۰۸)
برادران کارامازوف (چکی: Karamazovi) فیلمی به کارگردانی پتر زلنکا است که در سال ۲۰۰۸ منتشر شد. این فیلم اقتباسی از رمان برادران کارامازوف فیودور داستایفسکی است که برندهٔ جایزهٔ منتقدان فیلم در جشنواره بین‌المللی فیلم کارلووی واری شد و نماینده جمهوری چک برای جایزه اسکار بهترین فیلم بین‌المللی در هشتاد و یکمین دوره جوایز اسکار بود که به فهرست نهایی منتخبان راه نیافت.

## گزیدهٔ بازیگران
- ایوان ترویان
- مارتین میشیچکا
- داوید نووتنی
- لنکا کروبوتووا
- میخائلا بادینکووا
- رومان لوکنار
- آندژی ماستالش
- یرژی روگالسکی